# 福島県道257号仲ノ森加倉線
福島県道257号仲ノ森加倉線（ふくしまけんどう257ごう なかのもりかくらせん）は、福島県双葉郡浪江町にある一般県道である。

## 路線概要
- 起点：双葉郡浪江町大字立野字仲ノ森
- 終点：双葉郡浪江町大字加倉字柴田
- 総延長：4.289km[1]
  - 実延長：総延長に同じ
- 路線認定年月日：1959年8月31日[2]

### 道路施設
加倉橋（請戸川）
- 全長：98m
- 幅員：6m
- 竣工：1969年[3]

北詰は苅宿字川原、南詰は加倉字川原に位置する。1913年7月に全長49m、幅員3.6mの橋梁が架けられ、後に現在の橋梁に架け替えられた。

## 通過する自治体
- 双葉郡浪江町

## 接続・交差する道路
- 福島県道34号相馬浪江線（立野字仲ノ森 起点）
- 国道114号（加倉字柴田 終点）

## 沿線
- 苅野郵便局